# Tiempo y hora
Tiempo y hora va ser una sèrie espanyola de televisió, emesa per TVE en la temporada 1965-1967, amb guions i realització de Jaime de Armiñán.

## Argumento
Una de les més aclamades realitzacions d'Armiñán per a la pantalla petita va ser una sort de prolongació d'un altre gran èxit del director i guionista emesa la temporada anterior: Confidencias, mantenint l'elenc d'actors (Ferrandis, Landa, Baró...més Sonia Bruno).
Igual que la seva predecessora, narra, en to costumista, històries quotidianes de l'Espanya de 1960, sense amagar una crítica mordaç contra els valors morals i socials llavors imperants. Tot això amb un fil conductor: la importància del pas del temps en les nostres vides, des de diferents perspectives.

## Llista d'episodis
- Decir que no - 10 d'octubre de 1965
  - Rafaela Aparicio
  - Emilio Laguna
  - Elena María Tejeiro
- 17 d'octubre de 1965 -
  - José Bódalo
  - Emilio Laguna
  - Luis Morris
  - José María Prada
- 500 temas - 24 d'octubre de 1965
  - Mer Casas
  - María Luisa Merlo
  - José María Prada
- La juerga - 30 d'octubre de 1965
  - Alicia Hermida
  - Emilio Laguna
  - José María Prada
- Partir de cero	- 7 de novembre de 1965
  - Irene Gutiérrez Caba
  - Julia Gutiérrez Caba
  - Pepita Otero
  - José María Prada
  - Fernando Rey
- Agua pasada - 14 de novembre de 1965
  - Víctor Fuentes
  - Emilio Gutiérrez Caba
  - Emilio Laguna
  - Joaquín Molina
  - Fernando Rey
- Frente a frente	- 21 de novembre de 1965
  - Mer Casas
  - Félix Dafauce
  - Alicia Hermida
  - María Luisa Merlo
  - Luis Morris
  - Francisco Piquer
- La señorita Álvarez - 28 de novembre de 1965
  - Joaquín Molina
  - Luis Morris
  - José María Prada
  - Julia Trujillo
- La cita	- 26 de desembre de 1965
  - Lola Gálvez
  - Emilio Laguna
- El hombre de la palomas blancas	- 16 de gener de 1966
  - Marisa Porcel
  - Julia Trujillo
- La viuda - 30 de gener de 1966
  - María Fernanda D'Ocón
  - Irene Gutiérrez Caba
  - Pilar Velázquez
- Como en un desierto - 6 de febrer de 1966
  - María José Goyanes
  - María Granada
  - Emilio Laguna
  - Luis Morris
  - Paco Valladares
- Algunos vuelven	- 13 de febrer de 1966
  - Irán Eory
  - Juanjo Menéndez
  - Fernando Rey
- La cigarra y la hormiga	- 26 de febrer de 1966
  - José Bódalo
  - Fernando Rey
- Farsa de la escoba - 6 de març de 1966
  - Mer Casas
  - Fernando Rey
  - Nuria Torray
  - Julia Trujillo
- Mujeres	- 20 de març de 1966
  - Mer Casas
  - Irán Eory
  - Irene Gutiérrez Caba
  - Luis Morris
  - Julia Trujillo
- La casualidad - 27 de març de 1966
  - Nuria Carresi
  - Fiorella Faltoyano
  - Julia Gutiérrez Caba
  - Nuria Torray
- La mano en la frente - 9 d'abril de 1966
  - Emilio Gutiérrez Caba
  - Irene Gutiérrez Caba
  - Julia Gutiérrez Caba
- Una vieja criada de casa - 17 d'abril de 1966
  - Lola Gálvez
  - Lola Lemos
  - Julia Trujillo
- El Príncipe Ernesto - 5 de juny de 1966
  - Mer Casas
  - Irán Eory
  - Juanjo Menéndez
  - Luis Morris
  - José María Prada
  - Fernando Rey
- El último toro	- 12 de juny de 1966
  - Irene Gutiérrez Caba
  - Francisco Piquer
  - Fernando Rey
- Sólo hay un motor - 19 de juny de 1966
  - Gemma Cuervo
  - José María Prada
- Carta a Julia - 25 de juny de 1966
  - José María Rodero
- Viejas cartas - 2 d'octubre de 1966
  - Leo Anchóriz
  - Gloria Cámara
  - Fernando Rey
- La vuelta de un hombre	- 9 d'octubre de 1966
  - José Bódalo
  - Mer Casas
- La señorita - 16 d'octubre de 1966
  - Lola Gálvez
  - Irene Gutiérrez Caba
  - Alicia Hermida
- El señor Taylor	- 23 d'octubre de 1966
  - Víctor Fuentes
  - Luis Morris
  - Montserrat Noé
  - Francisco Piquer
  - Fernando Rey
- Fábula sin moraleja - 30 d'octubre de 1966
  - José Bódalo
  - Luis Morris
- 6 de novembre de 1966
  - José Bódalo
  - Irene Gutiérrez Caba
  - Alicia Hermida
- Domingo	- 13 de novembre de 1966
  - Irán Eory
  - Julia Gutiérrez Caba
  - Luis Morris
  - Francisco Piquer
- Mala suerte, buena suerte - 20 de novembre de 1966
  - Irán Eory
  - Alicia Hermida
  - Emilio Laguna
  - Mariano Ozores
  - José María Prada
  - Marta Puig
- Di lo que estás pensando - 27 de novembre de 1966
  - Paloma Pagés
  - Concha Velasco
- Cuando truena - 11 de desembre de 1966
  - Emilio Laguna
  - José María Prada
  - José Sazatornil
- Recordando a Don Julio	- 18 de desembre de 1966
  - Lola Gálvez
  - Emilio Gutiérrez Caba
  - Marisa Paredes
  - Julia Trujillo
- Días de haber	- 1 de gener de 1967
  - José Bódalo
  - Marisa Paredes
  - Erasmo Pascual
  - José María Prada
- Como un espejo que no existirá	- 12 de febrer de 1967
  - Leo Anchóriz
  - Julia Gutiérrez Caba
- La cara	- 12 de març de 1967
  - Víctor Fuentes
  - Lola Gálvez
  - Irene Gutiérrez Caba
  - Julia Gutiérrez Caba

## Premis
- Millor guionista televisiu per a Jaime de Armiñán, en guardó atorgat pel diari Tele Express.

## Curiositats
- El 1966 es van publicar els guions d'alguns dels episodis en un llibre titulat precisament Temps i hora, que va comptar amb el pròleg de Adolfo Marsillach.
- Fotogramas de Plata al Millor intèrpret de televisió (1965) : Antonio Ferrandis.
- Fotogramas de Plata al Millor intèrpret de televisió (1966): Irene Gutiérrez Caba.